# 香港研究 (雑誌)
『香港研究』（ホンコンケンキュウ、イギリス英語: Hong Kong Studies）は、香港中文大学英語学科によって創刊された査読つき学術雑誌。香港中文大学出版局出版。2018年に創刊し、香港学の学術領域を網羅する。年に2回発行され、繁体字中国語と英語で執筆されている。
同誌の第1号は2018年春に発売され、現在はオンラインで全てのコンテンツを無料で入手できる。同誌は香港学に関する史上初の学術誌でもある。